# Aéreo Servicio Guerrero
L'Aéreo Servicio Guerrero SA est une compagnie aérienne régionale mexicaine fondée en 1997, basée à l'aéroport international Hermosillo. Elle propose des vols réguliers vers la péninsule de Basse-Californie et Sonora, en plus d' un service de taxi aérien.

## Flotte
La compagnie exploite des avions Cessna  : 

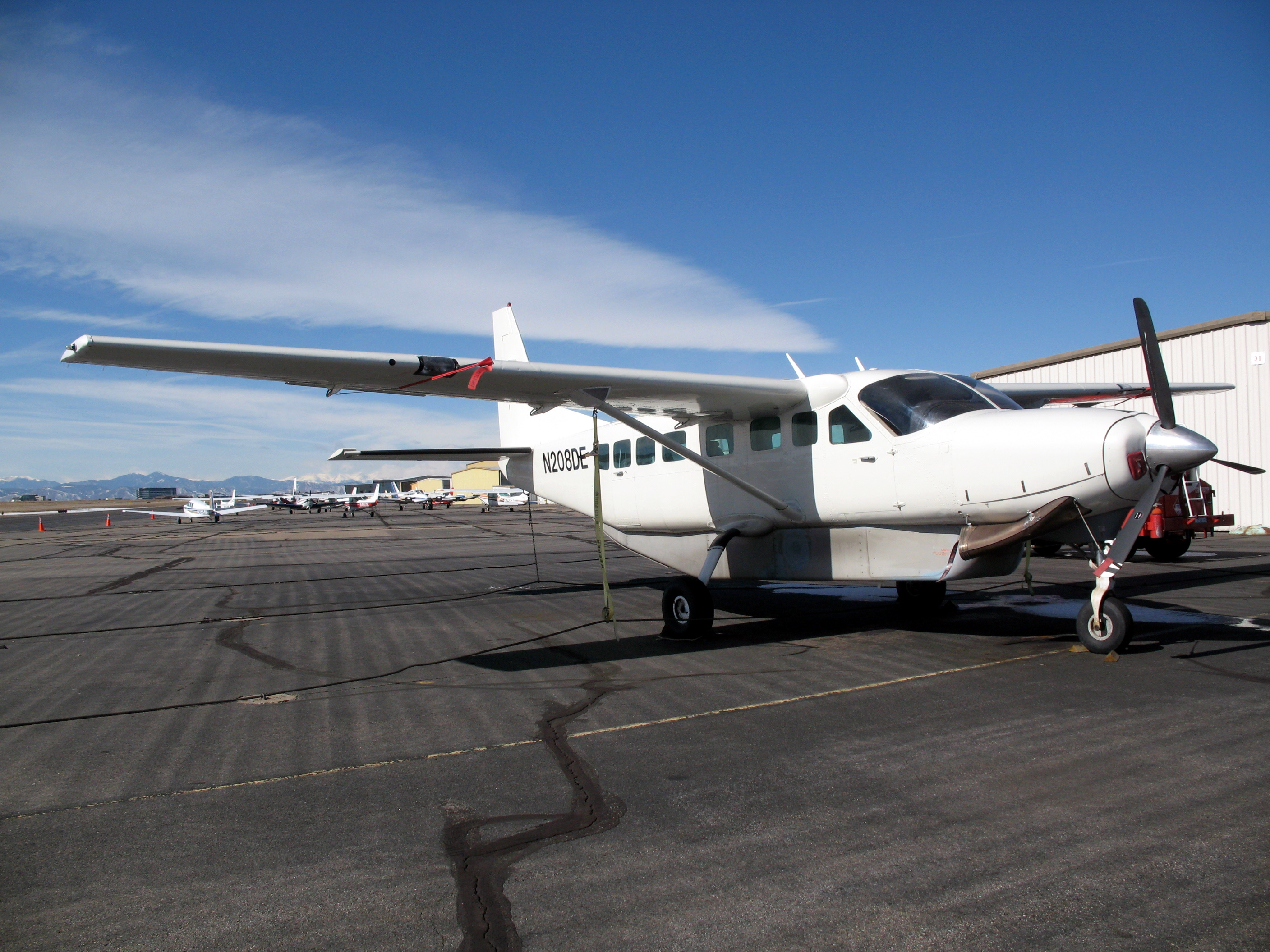
Cessna 208

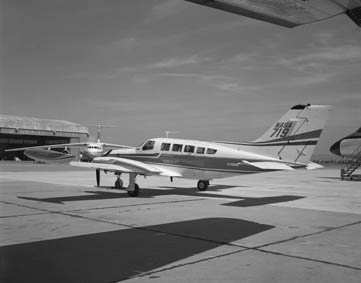
Cessna 402B

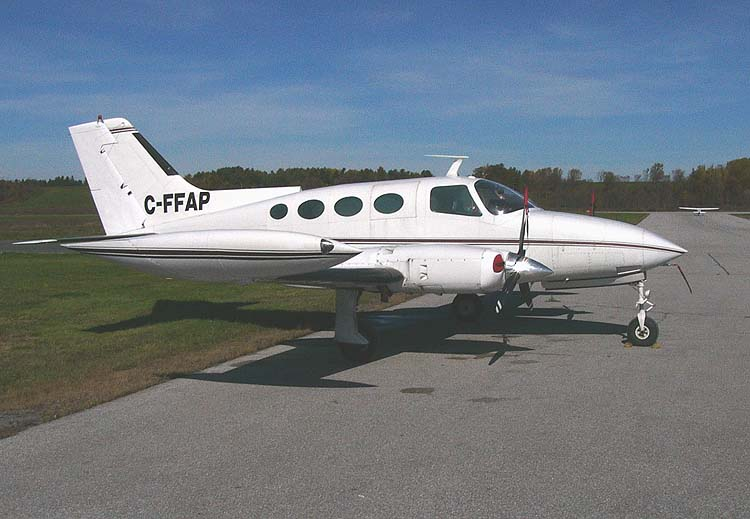
Cessna 402C

- 3 x Cessna 208B
- 2 x Cessna 402B
- 1 x Cessna 402C

## Destinations
Aereoservicio Guerrero dessert 14 destinations dans le nord-ouest du Mexique.  
| Aéreo Servicio Guerrero destinations | Aéreo Servicio Guerrero destinations | Aéreo Servicio Guerrero destinations | Aéreo Servicio Guerrero destinations |
| aéroport central | aéroport central | autres aéroports desservis | autres aéroports desservis |
| [[Fichier:Mexico location map.svg\|800px\|{{#if:Mexique\|Mexique\|Aéreo Servicio Guerrero est dans la page Mexique.]]Cabo San Lucas Cedros Ciudad Constitución Ciudad Obregón Culiacán Ensenada Guaymas Guerrero Negro Hermosillo La Paz Loreto Los Mochis Mazatlán Santa Rosalía | [[Fichier:Mexico location map.svg\|800px\|{{#if:Mexique\|Mexique\|Aéreo Servicio Guerrero est dans la page Mexique.]]Cabo San Lucas Cedros Ciudad Constitución Ciudad Obregón Culiacán Ensenada Guaymas Guerrero Negro Hermosillo La Paz Loreto Los Mochis Mazatlán Santa Rosalía | [[Fichier:Mexico location map.svg\|800px\|{{#if:Mexique\|Mexique\|Aéreo Servicio Guerrero est dans la page Mexique.]]Cabo San Lucas Cedros Ciudad Constitución Ciudad Obregón Culiacán Ensenada Guaymas Guerrero Negro Hermosillo La Paz Loreto Los Mochis Mazatlán Santa Rosalía | [[Fichier:Mexico location map.svg\|800px\|{{#if:Mexique\|Mexique\|Aéreo Servicio Guerrero est dans la page Mexique.]]Cabo San Lucas Cedros Ciudad Constitución Ciudad Obregón Culiacán Ensenada Guaymas Guerrero Negro Hermosillo La Paz Loreto Los Mochis Mazatlán Santa Rosalía |
| Basse-Californie | Basse-Californie du Sud | Sinaloa | Sonora |
| --- | --- | --- | --- |
| - Ensenada - Île Cedros | - Ciudad Constitución - Guerrero Negro - La Paz - Loreto - Los Cabos - Santa Rosalía | - Culiacán - Los Mochis - Mazatlán | - Ciudad Obregón - Guaymas - Hermosillo (hub) |